# ZFB-Stiftung
Die ZFB-Stiftung war eine gemeinnützige Stiftung privaten Rechts in Deutschland, die die Erhaltung wertvoller Kulturgüter, insbesondere Bücher, Archivalien, Dokumente und Karten förderte.
Die Stiftung wurde am 28. Februar 2002 gegründet. Namensgeber war das Zentrum für Bucherhaltung (ZFB), Leipzig.
Sie diente der Information der Öffentlichkeit über den hohen Bedarf an Konservierungs- und Restaurierungsmaßnahmen, förderte durch Stipendien und Kulturpreise, unterstützte Bibliotheken, Museen und Archive bei der Durchführung von Spenden- und Fundraisingaktionen und unterstützte Forschungs- und Entwicklungsarbeit im Bereich der Restaurierung und Konservierung von Graphik-, Archiv- und Bibliotheksgütern.
Die Stiftung ist im Jahr 2015 mit dem kompletten Stiftungsvermögen in die Kulturstiftung Leipzig überführt worden.